# 구조공학의 역사

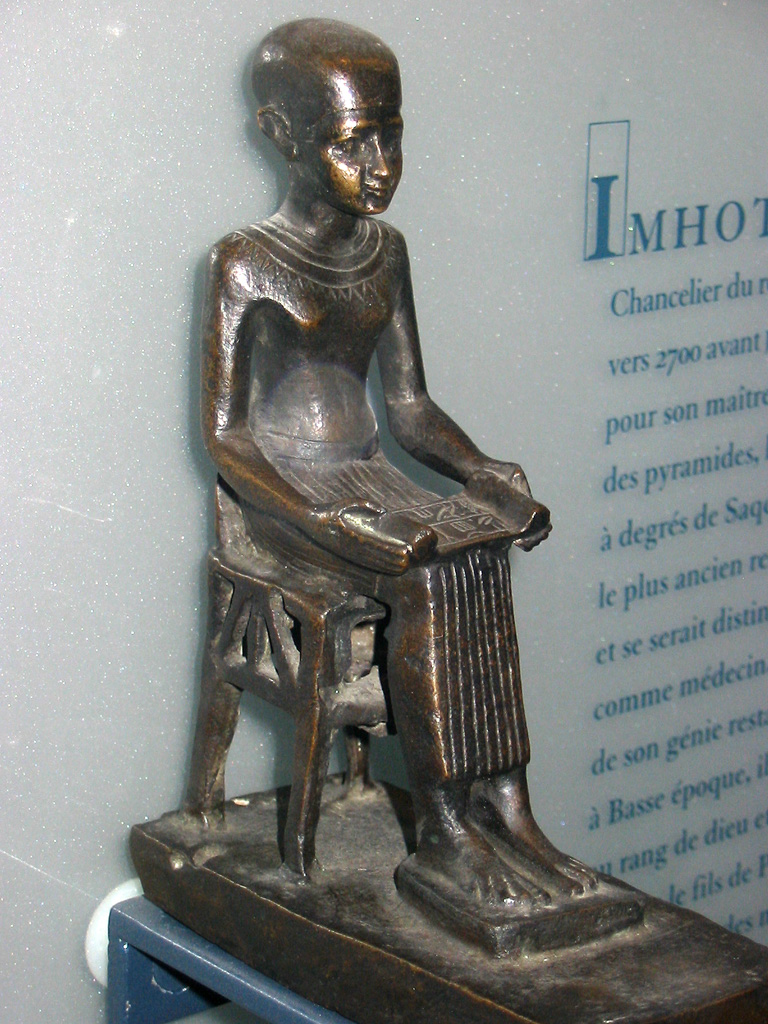
프랑스 파리 루브르 박물관의 임호테프의 동상

구조공학의 역사의 시작은 임호텝이 파라오 조세르를 위한 계단 피라미드를 건설하던 시기로 거슬러 올라간다. 피라미드는 고대 문명이 건설한 제일 일반적인 주요 건축물이었는데, 증가하는 하중에 비례하여 크기를 선형적으로 증대시킬 수 없는 대부분의 다른 구조적인 형태와는 대조적으로, 피라미드가 내재적으로 안정적이고 크기를 거의 무한히 키울 수 있기 때문이다.
또다른 여전히 오늘날에 사용되는 주목할만한 공학적인 업적은 카나트 수자원 관리 체계다.
카나트 기술은 페르시아 제국의 선조인 메디아 (기원 전 1000년 경에 건축되었으며 길이기 71km 이상인 제일 오래되고 긴 카나트를 건축한 현대 이란의 선조) 시대에 개발되었는데, 기술은 페르시아와 접촉해왔던 다른 문화권으로 퍼져나갔다.
고대와 중세의 역사에 걸쳐 대부분의 건축적인 설계와 건설은 석공과 목수와 같은 장인들이 마스터 빌더의 역할을 담당하여 도맡아했다. 구조 이론은 존재하지 않았으며 어떻게 구조물이 서있는지에 대한 이해는 극단적으로 제한되었고, 거의 전적으로 '이전에 어떻게 작업했었는지'에 대한 실증적인 증거에 기초했다. 길드가 지식을 제공했고 진보는 드물었다. 구조물들은 반복적이었고, 규모는 점진적으로 증가했다.
구조 부재의 강도나 구조적인 재료의 작용에 대한 최초의 계산의 기록은 존재하지 않지만, 구조공학자의 직종은 산업혁명과 콘크리트의 재발명과 함께 형체를 갖추었다. 구조공학을 뒷받침하는 물리학은 르네상스 시기부터 이해되기 시작하였고 그 이후로 계속해서 발전해왔다.

## 초기 구조공학의 발달

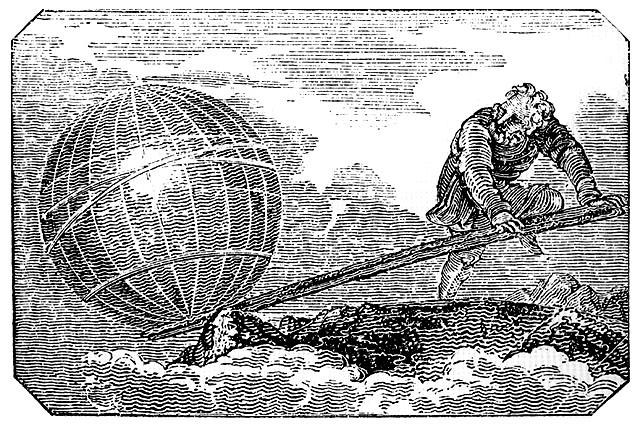
아르키메데스는 지렛대에 대해 다음과 같이 발언했다. "나에게 설 수 있는 장소를 준다면, 나는 지구라도 움직일 수 있다."

구조공학의 기록된 역사는 고대 이집트와 함께 시작한다. 기원전 27세기에, 임호테프는 이름이 알려진 최초의 구조공학자였으며 이집트의 최초로 알려진 계단식 피라미드를 건설했다. 기원전 26세기에, 기자의 대피라미드가 이집트에서 건설되었는데, 몇 천년 간 제일 큰 인공적 구조물로 남아있었고 19세기까지 뛰어넘을 수 없는 건축적 위업으로 여겨졌다.
서양에서 구조공학을 뒷받침하는 물리적인 법칙에 대한 이해는 기원전 3세기까지 거슬러 올라가는데, 아르키메데스가 다음과 같이 진술한, '레버의 규칙'을 설명한 그의 책 '평면 평형에 관하여 On the Equilibrium of Planes'를 출판했을 때였다.
| “ | 지렛대 위에서 동일한 거리를 둔 동일한 무게는 평형을 이루며, 동일하지 않은 거리를 둔 동일한 무게는 평형을 이루지 않으며 무게가 더 멀리 있는 쪽으로 기운다. | ” |

아르키메데스는 유도한 법칙들을 영역과 삼각형, 포물면, 반구를 포함한 다양한 기하학적 형상의 무게중심을 계산하는 데 사용했다. 이것과 미적분, 기하학에 대한 그의 연구는 유클리드 기하학과 같이 현대의 구조공학에서의 구조의 이해와 수학을 상당 부분 뒷받침한다.

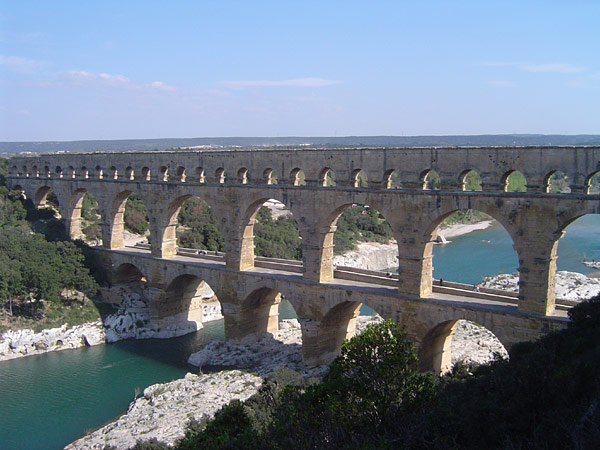
기원 전 19년 경에 건설된 프랑스의 로마 수도교 퐁뒤가르

고대 로마인들은 구조 공학적으로 큰 도약을 이루었고, 석재와 콘크리트를 이용한 거대한 구조물의 건설을 선도했으며, 당시 지어진 구조물들이 대부분 오늘날까지 서있다. 남아있는 구조물에는 수로교, 공공 목욕탕, 기둥, 등대, 방어벽과 항구와 같은 것들이 있다. 그들의 방법은 비르투비우스가 기원전 25년에 출간한, 건설에 사용된 광범위한 재료와 기계를 다루는 도시공학과 구조공학의 설명서인 데 아르키텍투라 건축십서에 기록되어 있다. 그들이 성공한 이유 중 하나는 디옵트라, 그로마, 코로바테스에 기반한 정확한 측량 기술이다.
수 세기 후, 15세기와 16세기에 빔 이론과 미적분학의 부재에도 불구하고, 레오나르도 다 빈치는 과학적인 탐색과 엄격함에 근거하여 금각만을 가로지르는 다리의 설계를 포함하는 다양한 공학적 설계를 만들었다. 당시에는 무시되었지만, 그 설계들은 실현가능하며 구조적으로 유효하다고 판단되어왔다.

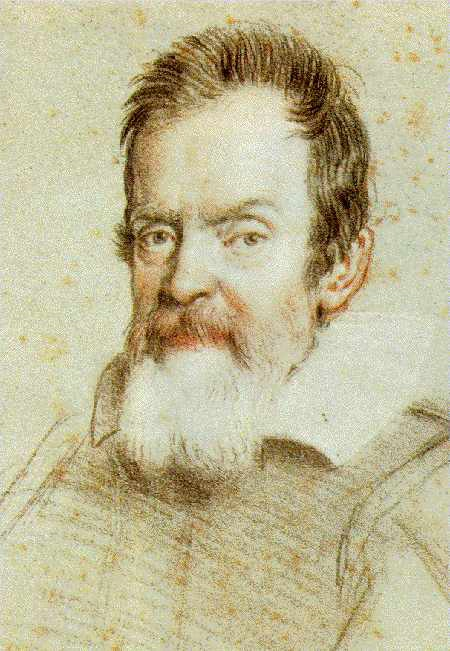
레오니가 크레용으로 그린 갈릴레오 갈릴레이의 초상화

현대적인 구조공학의 기초는 갈릴레오 갈릴레이, 로버트 훅, 아이작 뉴턴과 세 개의 위대한 과학적인 업적의 출판으로 다져졌다. 1638년에 갈릴레오는 새로운 두 과학을 출간했는데, 물질의 강도와 사물의 운동에 대한 과학에 중점을 두었으며 특히 중력을 고정된 가속도를 발생시키는 힘으로 정의했다. 이것은 구조공학에 대한 과학적인 접근의 최초의 출간물이었으며, 빔 이론을 개발하기 위한 최초의 시도이기도 했다. 이것은 구조적인 분석, 건물 구조의 수학적인 표현과 설계의 시작으로도 간주된다.
그 뒤를 이은 것은 1676년에 로버트 훅이 1676년에 최초로 언급한, 물질의 탄성과 이것들이 하중을 받을 때의 작용을 과학적으로 이해하는 방법을 제공한 훅의 법칙이다.
11년이 지난 1687년에 아이작 뉴턴 경은 뉴턴 운동 법칙을 한 프린키피아를 출간하여 최초로 구조물을 지배하는 기본적인 규칙에 대한 이해를 제공하였다.
또한 17세기에 아이작 뉴턴 경과 고트프리트 라이프니츠는 개별적으로 미적분학의 기본정리를 개발하여, 공학에서 제일 중요한 수학적인 도구 중 하나를 제공하였다.

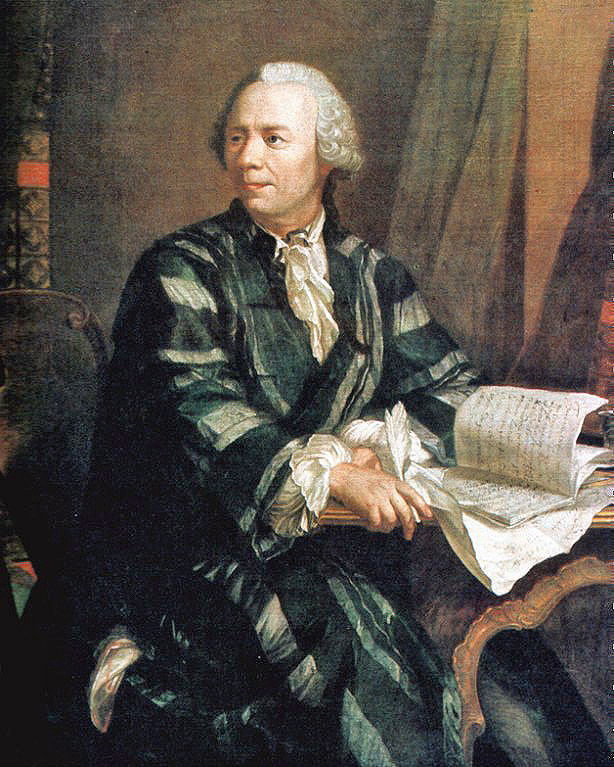
요한 게오르그 부르커Johann Georg Brucker가 그린 레온하르트 오일러의 초상화

레온하르트 오일러가 구조공학자가 구조물의 모형을 만들고 분석할 수 있도록 상당부분의 수학과 많은 방법을 선도한 17세기 후반부에 갈릴레오, 후크, 뉴턴의 작업이 획득한 구조에 대한 이해를 구조공학자들이 적용하기 위해선 더 많은 수학적인 진보가 필요했다. 특히 오일러는 다니엘 베르누이(1700~1782)와 함께 대부분의 공학 설계를 뒷받침하는 기본적인 이론인 오일러-베르누이 보 이론을 1750년 경에 개발했다.
다니엘 베르누이와 요한 베르누이 (1667-1748)은 또한 가상일의 이론을 만들어, 구조적 문제를 해결하기 위해 힘의 평형과 기하학의 호환성을 이용하는 도구를 제공한 공로가 있다. 1717년에 요한 베르누이는 피에르 바리논에게 가상일의 이론을 설명하는 글을 써줬고, 한편 다니엘 베르누이는 1726년에 "힘의 구성 요소"에 대한 글을 썼다.
1757년에 레온하르트 오일러가 오일러 좌굴 이론을 유도하여 공학자가 압축 요소를 설계할 수 있는 능력을 크게 향상시켰다.

## 구조공학의 현대적인 발전

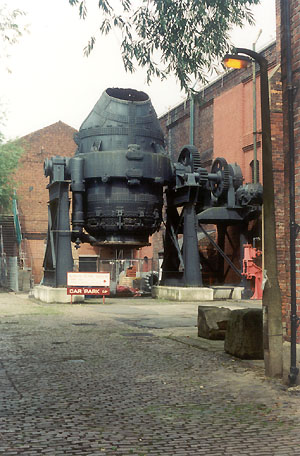
Kelham 영국 셰필드 켈햄 섬 박물관의 베서머 전환기 (2002)

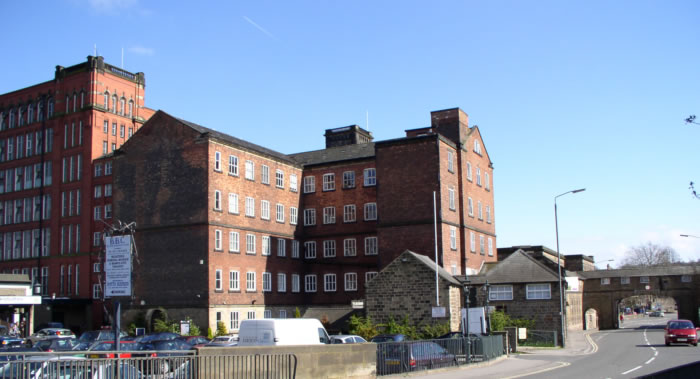
벨퍼 노스 밀

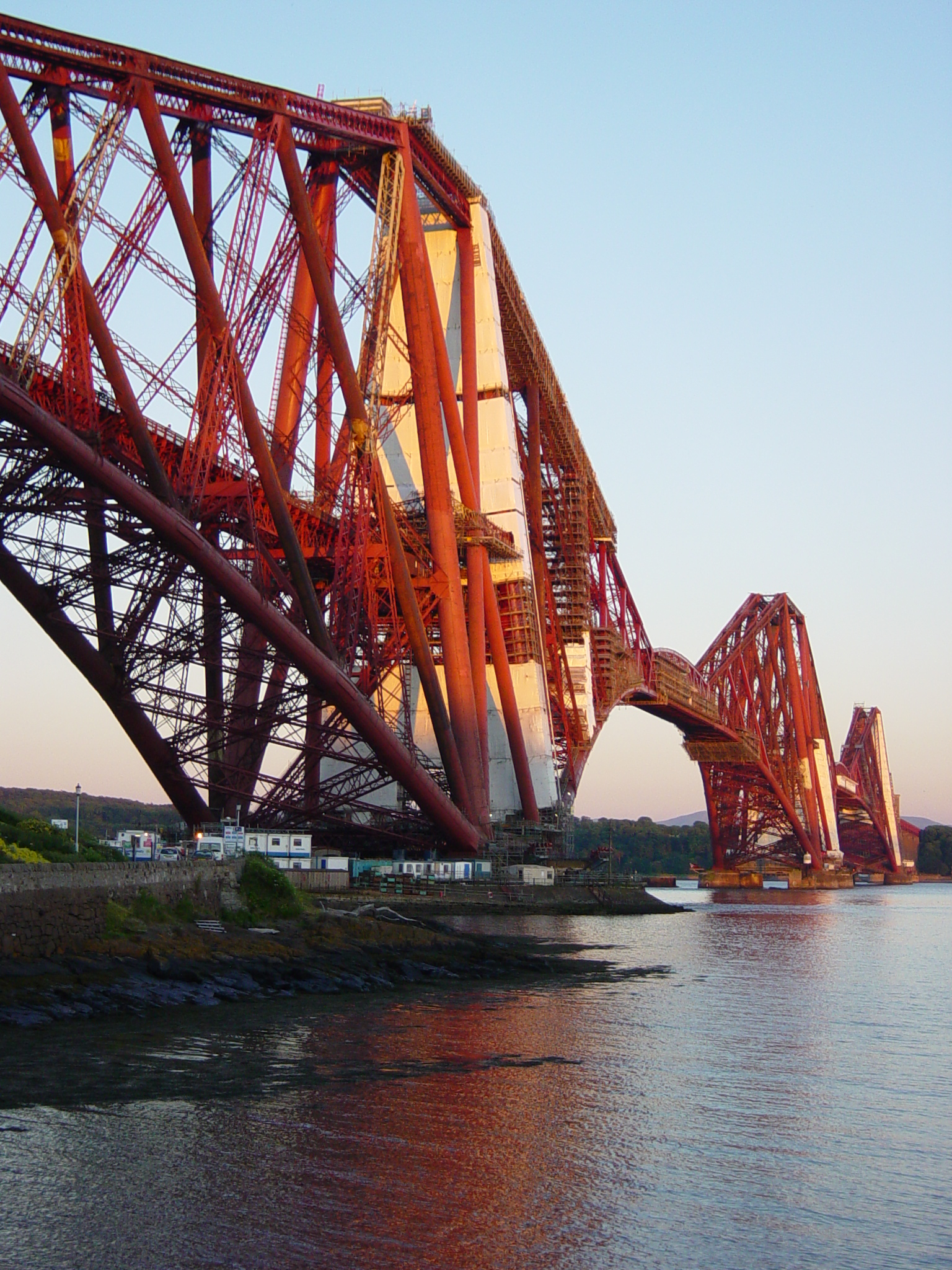
포스 교

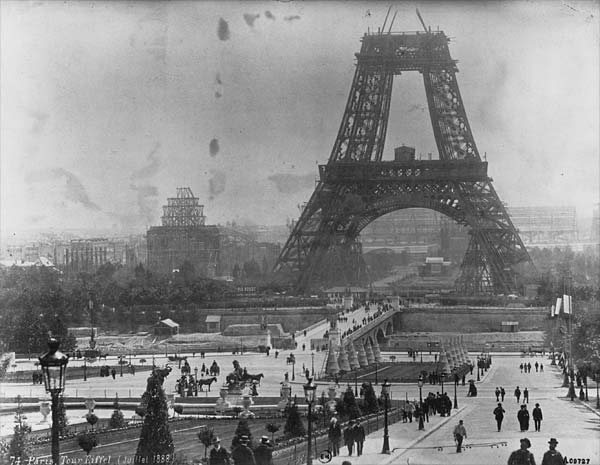
1888년 6월에 건설 중인 에펠탑

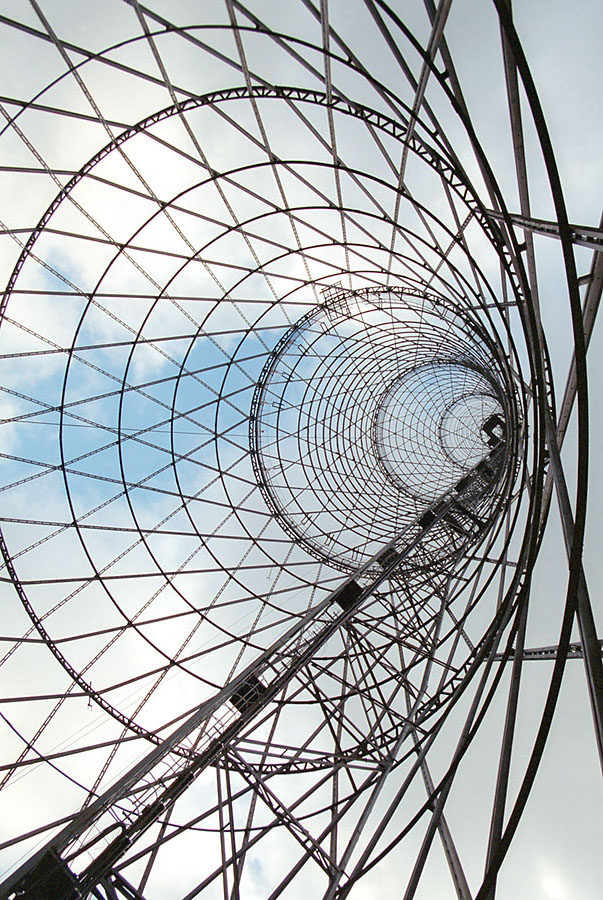
모스크바의 슈코프 탑의 격자 셸 구조

재료공학과 구조 분석은 19세기 후반과 20세기 초반에 걸쳐 놀라운 속도로 개발되었다.
탄성은 19세기 이전에 이론적으로 잘 이해되었지만, 클로드 루이 나비에가 탄성의 일반론을 수학적으로 다루기 쉬운 형태로 형성하기 전까지는 아니었다. 그는 저작 leçons에서 다양한 구조 이론의 드넓은 범위를 탐색했고, 그것은 구조공학자의 역할은 최종적인, 실패한 구조물의 상태를 이해하는 것이 아니라 이러한 실패를 조기에 방지하는 데 있다는 것에 주목한 최초의 사례였다. 1826년에 그는 단면 이차 모멘트에 무관한 물질의 특성으로서 탄성계수를 창안하기도 하여 최초로 공학자들이 구조적인 작용과 구조적인 물질을 모두 이해하도록 했다.
19세기의 끝을 향해 달려가는 1873년에, 카를로 알베르토 카스틸리아노는 변형 에너지의 편도함수로서의 변위를 계산하는 그의 정리를 포함하는 논문 "Intorno ai sistemi elastici"을 제출했다.
1824년에 조셉 아스프딘이 포틀랜드 시멘트를 "포틀랜드 암석을 모방한 굉장한 시멘트"로서 영국 특허 5022로 특허를 등록하였다. 로마인들이 사용한 포졸라닉 시멘트는 기원전 100년 경부터 사용되었고, 고대 그리스와 중화 문명에서 더욱 이른 시기에 사용되는 등 다른 형태의 시멘트가 이미 존재했고 1750년대부터 유럽에서 흔히 사용되었지만, 아스프딘의 발명은 일반적으로 이용가능한 값싼 재료를 사용하며, 콘크리트 건설을 경제적으로 가능하게 했다.
콘크리트의 개발은 1848년에 조제프 루이 람보트가 현대적인 철근 콘크리트의 전신인 페로시멘트로 이루어진, 노 젓는 보트를 제작하면서 계속되었다. 그는 1855년에 그의 철근 격자로 보강한 콘크리트 체계를 특허로 등록했고, 1년 후에 W.B.윌킨슨도 비슷한 체계를 특허로 등록했다. 이러한 양상은 1867년에 조제프 모니에가 람보트와 윌킨슨과 비슷한 방식으로 철근 격자 강화를 이용하여 철근 콘크리트로 만든 식재용 통을 고안하면서 이어졌다. 모니에는 이 발상을 진전시켜 통, 슬래브, 빔을 위한 몇 가지 발상을 해내어 결국 구조물의 장력을 받는 영역에 최초로 강철 강화 막대를 사용한 철근 콘크리트 구조물의 모니에 체계를 탄생시켰다.
강철 건설은 헨리 베서머가 1850년대에 강철을 생산하기 위해 베세머 공정을 고안했을 때 처음으로 가능해졌다. 그는 1855년과 56년에 공정을 위한 특허들을 얻었고 1858년에 주철을 주강으로 전환하는 과정을 성공적으로 끝마쳤다. 결국 연강은 건설에 좀 더 선호되면서 연철과 주철을 대체하게 되었다.
19세기 동안, 주철의 이용법에 대단한 진보가 이루어졌고, 점진적으로 더 나은 선택지로서 연철을 대체했다. 찰스 베이지가 설계한 슈루즈베리의 디터링턴 아마 공장은 내부에 철제 골격을 사용한 세계 최초의 건물이었다. 1792년에 윌리엄 스트럿은 더비의 벨퍼에, 층을 형성하는 벽돌 아치 안에 주철기둥과 목재 보를 사용한 내화성 방적 공장 (벨퍼 웨스트 밀)을 짓기 위한 시도를 했었다. 노출된 보의 밑면은 석고를 사용하여 화재로부터 보호된다. 이 벨퍼의 공장은 방화 건물을 짓기 위한 세계 최초의 시도였으며, 내화공학의 최초의 예시이기도 했다. 이것은 후에 스트러트와 베이지가 완전한 주철 골조를 사용하여 같이 지은, 세계 최초의 '내화성' 건물의 명칭을 가지는 벨퍼노스 방적 공장을 건축하면서 크게 개선된다.
포스 교는 토마스 바우치의 원래의 설계가 그가 설계한 테이 철도교의 붕괴로 인하여 거절당한 이후, 1889년에 벤저민 베이커, 존 파울러 경, 윌리엄 애롤의 설계를 따라 강철을 사용하여 건설하였다. 포스 교는 최초로 강철을 대량으로 사용한 사례 중 하나이며, 다리 설계의 기념비적인 존재라고 할 수 있다. 같은 1889년에 귀스타브 에펠과 모리스 쾨슐랭이 연철을 사용해 에펠탑을 지었으며, 이미 다른 방면에서 강철 건설이 사용되었다는 사실에도 불구, 철을 사용한 건설의 잠재력을 입증해냈다.
19세기에 러시아의 구조공학자 블라디미르 슈코프는 장력 구조, 얇은 셸 구조, 격자 셸 구조를 위한 분석 방법과 쌍곡면 구조와 같은 새로운 구조 기하학을 고안했다. 파이프라인 수송은 19세기 후반에 슈코프와 브라노벨이 함께 개발했다.
철근 콘크리트 설계를 다시 발전시켜나가면서, 프랑수아 엔느비크의 회사는 1892년부터 유럽 전역의 수천 개의 구조물을 짓기 위해 그의 특허 받은 철근 콘크리트 체계를 사용했다. 미국의 새티어스 하얏트와 독일의 와이스&프라이탁에서도 철근 콘크리트 체계를 특허등록했다. 모니에-바우텐은 1890년부터 1897년까지 독일에 철근 콘크리트 다리 200개를 건설했다. 하지만 철근 콘크리트의 굉장한 선구적인 사용은 20세기의 첫 삼반기에 로베르 마야르와 다른 사람들이 철근 콘크리트의 작용에 대한 이해를 넓혔을 때 찾아왔다. 마야르는 많은 콘크리트 다리가 크게 갈라지는 현상에 주목했고, 그렇게 갈라진 영역은 다리의 튼튼함에 기여하지 않는다고 생각하여 다음에 다리를 설계할 때 제외했다. 이러한 발상은 혁명적인 살지나토벨 교, 잘기나토벨 의 건설로 이어졌다. 빌헬름 리터는 1899년에 철근 콘크리트 보의 전단 설계를 위한 트러스 이론을 확립했고, 1902년에 Emil Mörsch이 이론을 발전시켰다. 그는 압축된 콘크리트를 선형 탄성 물질로서 다루는 것은 그것의 작용의 보존적인 근사라는 것을 입증을 시도했다. 그 이후로 콘크리트 설계와 분석은 콘크리트의 (선형 탄성과 대조적인)소성 분석에 기반한 항복선 이론과, 압축 콘크리트의 응력 분배 모형의 다양한 변형들과 같은 분석 기법과 함께 계속해서 발전해왔다.
외젠 프레시네가 1928년에 등록한 특허와 함께 선도한 프리스트레스트 콘크리트는, 콘크리트 구조물의 장력에 대한 취약함을 극복하는 새로운 접근법을 제공했다. 프레시네는 1908년에 실험적인 강현 아치를 건설했고 이후 1930년에 프랑스의 플로가스텔 교에 제한된 형태로 사용했다. 그는 마른강을 가로지르는 여섯 개의 강현 콘크리트 다리의 건설을 진행하여, 기술을 탄탄하게 확립했다.
구조공학이론은 1930년대에 하디 크로스 교수가 그의 모멘트 분배법을 고안해냈을 때 다시 한 번 발전하여, 상당수의 복잡한 구조물의 실제 부하가 빠르고 정확하게 근사화될 수 있게 되었다.
20세기 중반에 존 플릿우드 베이커가 구조물의 가소성 이론의 개발을 진행하여 철강 구조물의 안전한 설계를 위한 강력한 도구를 제공하였다. 수공 계산 방법에 의한 분석을 넘어선 복잡한 기하학을 이용한 구조물의 창조의 가능성은 1941년에 알렉산더 흐레니코프가 격자 골격을 사용한 평면의 탄성 문제의 이산화를 다룬 MIT 박사논문을 제출했을 때 처음으로 드러났다. 이것은 유한요소해석의 개발의 선구자였다. 리하르트 쿠란트는 1942년에 유한요소분석을 위한 수학적인 기반을 마련했다. 이것은 J. Turner, R. W. Clough, H. C. Martin, L. J. Topp의 논문 "복잡한 구조물의 강도와 휨"(Stiffness and Deflection of Complex Structures)의 출간으로 이어졌다. 이 논문은 '유한요소해석법'이라는 명칭을 도입했고, 최초로 이 방식에 대해 포괄적으로 다루었다고 널리 알려져있다.
고층 건축은 19세기 후반 이래로 가능했지만, 20세기 후반기에 급격히 발전했다. 파즐라 칸은 많은 현대적인 마천루의 건설에 기본적인 요소로 남아있으며, 그가 1969년에 존 핸콕 센터, 1973년에 시어스 타워의 구조적인 설계에 응용한 구조적인 체계를 설계했다. 칸의 마천루 설계와 건축에 기여한 주요한 업적은 높은 빌딩을 위한 '튜브'와 '번들드 튜브' 구조 체계의 발상이었다. 칸은 골조화된 튜브 구조물을 "셋, 넷, 또는 그 이상의 골조, 가새골조, 또는 내진벽으로 구성되며, 기반에서 캔틸레버로 받쳐져 어떤 방향의 횡력도 견딜 수 있는, 수직으로 세워진 튜브와 유사한 구조적 체계를 형성하기 위해 그것들의 가장자리에, 또는 그 근처에 연결된 삼차원 구조물."로서 정의했다. 조밀하게 상호연결된 외부 기둥들이 튜브를 구성한다. 바람과 같은 수평 하중은 전체로서의 구조물에 의해 지탱된다. 외부 표면의 반 정도가 창문으로 사용될 수 있다. 골격화된 튜브들은 내부 기둥을 줄여, 유용한 층내 공간을 더 많이 창출한다. 차고 문과 같은 거대한 개폐장치가 필요할 때는, 구조적인 온전함을 유지하는 데 사용되는 전이보를 사용하여 튜브 골격을 끊어야 한다. 튜브 골조 건설을 적용한 최초의 건물은 칸이 시카고에서 설계한 드윗-체스트넛 아파트이다. 이는 나중에 세계 무역 센터를 포함한 대부분의 마천루 건설에 쓰인 튜브 구조를 위한 기초를 놓았다.
파즐라 칸의 다른 혁신은 교차가새의 개념인데, 하중을 외부 기둥으로 옮겨서 건물의 횡하중을 감소시킬 수 있다. 이것은 내부의 기둥의 필요성을 줄여서 더 많은 내부 공간을 획득할 수 있으며, 존 핸콕 센터에서 볼 수 있다. 최초의 스카이 로비는 파즐라 칸이 1969년에 존 핸콕 센터에 적용하기 위해 설계했다. 스카이 로비가 적용된 나중에 세워진 건물들은 세계 무역 센터, 페트로나스 트윈 타워, 타이베이 101 등이 있다.
1987년에 외르크 슐라이히와 쿠르트 쉬퍼는 콘크리트 분석을 위한 스트럿 타이 모델에 대한 근 10년 간의 작업을 출판했다. 복잡한 콘크리트 기하학에 대한 분석을 제공할 또다른 강력한 도구를 제공하는, 코너와 조인트 같은 불연속성을 가진 구조를 설계하는 도구를 말이다.
20세기 후반과 21세기 초반에, 강력한 컴퓨터의 개발은 유한요소해석이 구조 분석과 설계에 강력한 도구가 될 수 있도록 했다. 유한 요소 프로그램의 개발은 복잡한 구조물에서 정확하게 응력을 예측할 능력을 이끌었고, 구조공학적 설계와 건축에 커다란 혁신을 선사했다. 1960년대와 70년대에 컴퓨터를 이용한 분석은 시드니 오페라 하우스의 지붕을 설계하면서 처음으로 중요한 방식으로 사용되었다. 많은 현대의 구조물들은 컴퓨터를 이용한 분석을 사용하지 않고서는 이해되고 설계될 수 없다.
20세기 후반에 이루어진 물질과 구조적 작용에 대한 이해가 놀라울 정도로 진전되었고, 파괴역학, 지진공학, 복합 재료, 온도가 물질에 미치는 영향, 동역학과 제진, 피로, 크립 등등과 같은 주제에 대한 세밀한 이해를 동반했다. 이제 구조공학에서 이용할 수 있는 지식의 깊이와 넓이, 다룰 수 있는 구조의 범위의 확장과 이 구조물들의 복잡함의 증가는 구조공학자들의 전문성의 증가를 이끌었다.

## 같이 보기
- 기초 격리
- 급수와 정수의 역사
- 카나트 : 물 관리 체계